# Kathrin Gaál

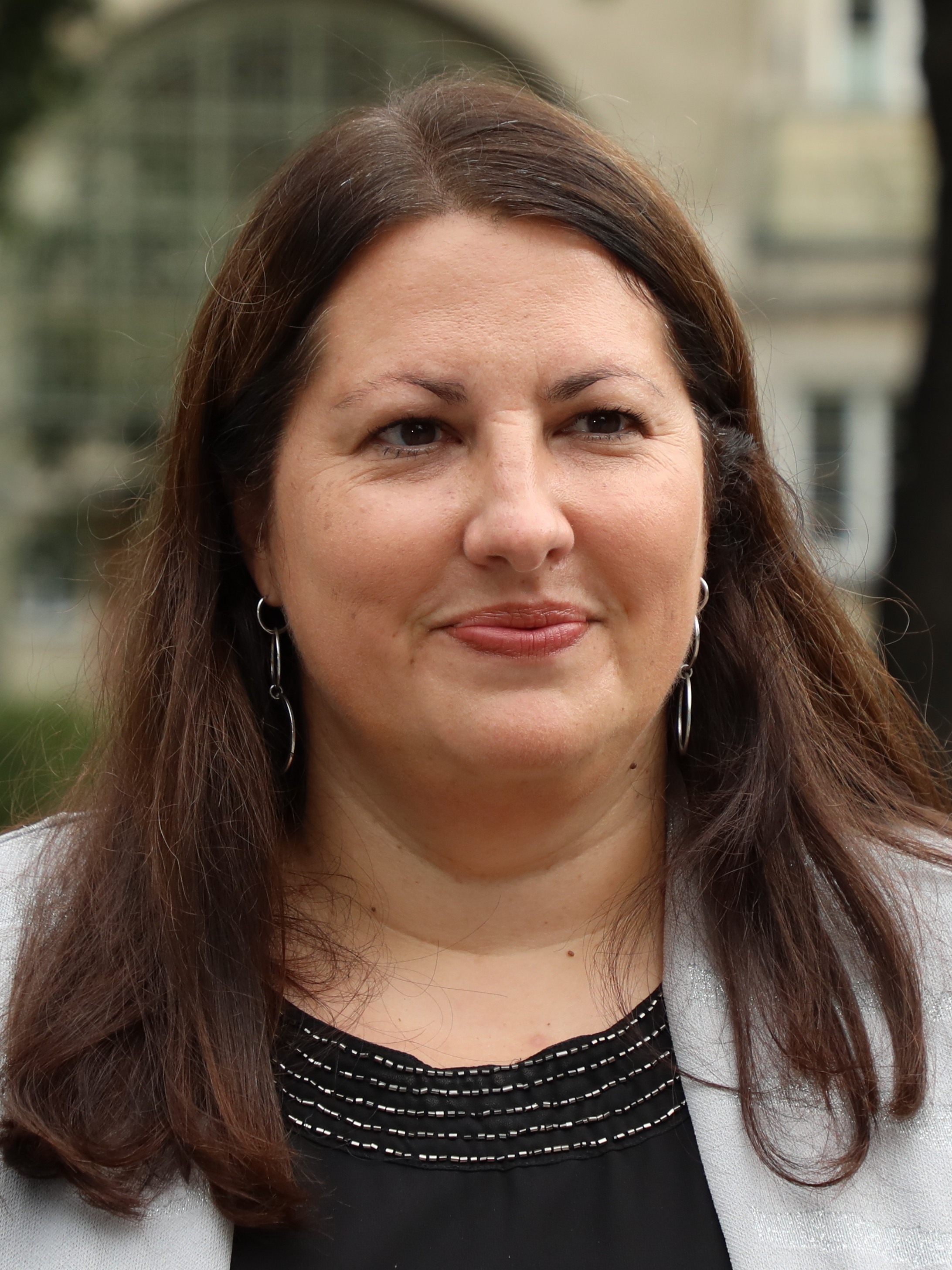
Kathrin Gaal (2020)

Kathrin Gaál (* 3. Jänner 1976 in Wien) ist eine österreichische Politikerin (SPÖ) und Vizebürgermeisterin der Stadt Wien. Seit 24. Mai 2018 war sie Wiener Stadträtin in Landesregierung und Stadtsenat Ludwig I, zuständig für Wohnbau und Frauen, und ebenso wieder in Landesregierung und Stadtsenat Ludwig II. Von 2005 bis 2018 war sie Abgeordnete zum Wiener Landtag und Mitglied des Wiener Gemeinderats.

## Leben
Kathrin Gaál wurde als Tochter des Politikers Anton Gaál geboren. Nach der AHS-Matura begann sie ein Studium der Rechtswissenschaften. Sie ist aktiv bei den Favoritner Frauen und im „Team für Wien“ und war zwischen 2001 und 2005 Bezirksrätin. Ab dem 18. November 2005 vertrat sie die SPÖ als Landtagsabgeordnete und Gemeinderätin in Wien. In der 18. Gesetzgebungsperiode war sie Mitglied im Ausschuss „Stadtentwicklung und Verkehr“. Sie erkrankte Mitte März 2020 – kurz nachdem die Pandemie Österreich erreichte – an Corona, darüber berichtete sie in einem ORF-Interview.
Gaál ist Vizepräsidentin der Wirtschaftsagentur Wien, Mitglied des Bezirksvorstandes, Mitglied des Bezirksfrauenkomitees und Sektionsfrauenreferentin in Favoriten. Sie ist verheiratet und hat eine Tochter.